# خط زیبایی
خط زیبایی (به انگلیسی: The Line of Beaut) یک رمان نوشته شده توسط نویسنده بریتانیایی، الن هالینگهرست است که در سال ۲۰۰۴ برنده جایزه ادبی من بوکر شده‌است.